# Elizabeth Hardwick
Elizabeth Hardwick (* 27. Juli 1916 in Lexington (Kentucky); † 2. Dezember 2007 in New York City) war eine US-amerikanische Literaturkritikerin und Schriftstellerin. Sie zählte zu den Gründern der New York Review of Books.

## Leben und Schaffen
Hardwick wuchs als achtes von elf Kindern in Kentucky auf und absolvierte ihr Literaturstudium an der University of Kentucky mit akademischem Abschluss im Jahr 1939. Sie setzte ihre Studien an der Columbia University in New York fort. Dort hatte sie vor, ihre Dissertation über englische Literatur des 17. Jahrhunderts zu schreiben, brach dieses Projekt 1941 jedoch ab, um sich auf ihr literarisches Schreiben zu konzentrieren. 1945 machte Hardwick die Bekanntschaft von Mary McCarthy und wurde Beiträgerin zur von McCarthy mitherausgegebenen Partisan Review. Im selben Jahr erschien Elizabeth Hardwicks Debüt, der Roman The Ghostly Lover. 1947 wurde ihr ein Guggenheim Fellowship zuerkannt.
1946 lernte Hardwick auf einer Party im Greenwich Village den Dichter Robert Lowell kennen. Die beiden sahen einander wieder in Yaddo, der Schriftstellerkolonie in Upstate New York, 1949 heirateten sie. Das Paar verbrachte einige Jahre auf Reisen in Europa und den USA. 1954 ließen sie sich in Boston nieder. Hardwick veröffentlichte in der Bostoner Zeit ihren zweiten Roman und gebar ihre Tochter, Harriet (* 1957). 1960 kehrte die Familie nach Manhattan zurück; Hardwick begann mit einer Briefausgabe von William James, die im Folgejahr erschien. 1972 wurde die Ehe geschieden.
In den 1970er- und frühen 1980er-Jahren lehrte Hardwick Creative Writing am Barnard College und am Literatur-Department der Columbia University. 1977 wurde sie in die American Academy of Arts and Letters, 1996 in die American Academy of Arts and Sciences gewählt.
1959 hatte Elizabeth Hardwick in Harper’s Magazine den Essay The Decline of Book Reviewing, eine schroffe Kritik an der mangelnden Qualität der zeitgenössischen Literaturkritik, veröffentlicht. Ein New Yorker Druckerstreik, der sich von 1962 bis ins Folgejahr ausdehnte, inspirierte Hardwick, Robert Lowell, Jason Epstein, Barbara Epstein und Robert B. Silvers eine neue Zeitschrift speziell für anspruchsvolle Literaturkritik zu gründen, „The New York Review of Books“.
1982 schrieb Hardwick ein Vorwort zu A Susan Sontag Reader (Farrar Straus & Giroux, New York), 2004 den New York Times-Nachruf auf Susan Sontag. Noch als über Achtzigjährige war Hardwick produktiv: Sie verfasste nicht nur die Einführung zu einer Ausgabe von Herman Melvilles Moby-Dick or, The Whale (The Modern Library, New York, 2000), sondern veröffentlichte im selben Jahr einen biografischen Abriss über Melville.

## Werke

### Belletristik
- The Ghostly Lover. Harcourt, Brace and Company, New York, 1945.
- The Simple Truth. Harcourt, Brace and Company, New York, 1955.
- Sleepless Nights. Random House, New York, 1979. US-Neuausgabe mit einer Einleitung von Geoffrey O’Brien. The New York Review of Books, Inc., New York, 2001 (NYRB Classics), ISBN 978-0-940322-72-1, UK-Neuausgabe mit einer Einleitung von Eimear McBride bei Faber, London, 2019, ISBN 978-0-571-34699-8. 
  - Schlaflose Nächte. Roman. Aus dem amerikanischen Englisch von Regine Laudann. S. Fischer Verlag, Frankfurt am Main 1988. Unveränderte Neuauflagen 1992 und 2017, ISBN 978-3-596-31636-6.
  - Schlaflose Nächte. Übersetzung von Anette Grube. AKI-Verlag, Zürich 2022. ISBN 978-3-311-35005-7
- The New York Stories of Elizabeth Hardwick. Ausgewählt und mit einer Einleitung von Darryl Pinckney. The New York Review of Books, Inc., New York, 2010 (NYRB Classics), ISBN 978-1-59017-287-2.

### Essays
- A View of My Own. Essays on Literature and Society. Farr, Straus and Cudahy, New York, 1962.
- Seduction and Betrayal. Women and Literature. Random House, New York, 1974. US-Neuausgabe mit einer Einleitung von Joan Didion, The New York Review of Books, Inc., New York, 2001 (NYRB Classics), ISBN 978-0-940322-78-3, UK-Neuausgabe mit einer Einleitung von Deborah Levy bei Faber, London, 2019, ISBN 978-0-571-34700-1. Deutsch: Verführung und Betrug. Frauen und Literatur. Essays. Aus dem amerikanischen Englisch von Elfi Brandenburger. S. Fischer, Frankfurt am Main, 1986. Unveränderte Neuauflage 2017, ISBN 978-3-596-31637-3
- Bartleby in Manhattan and Other Essays. Random House, New York, 1986, ISBN 978-0-394-52880-9
- Sight-Readings. American Fictions. Random House, New York, 1998, ISBN 978-0-375-50127-2
- Herman Melville. Lipper/Viking, New York, 2000 (Penguin Lives), ISBN 978-0-670-89158-0. Aus dem amerikanischen Englisch von Bernhard Robben, Claassen Verlag, München, 2003, ISBN 978-3-546-00246-2
- The Collected Essays of Elizabeth Hardwick. Ausgewählt und mit einer Einleitung von Darryl Pinckney. The New York Review of Books, Inc., New York, 2017 (NYRB Classics)[5], ISBN 978-1-68137-154-2

### Als Herausgeberin
- The Selected Letters of William James. Doubleday, New York, 1961.
- Best American Essays. Houghton Mifflin, New York, 1986.
- Mary McCarthy: Intellectual Memoirs. New York, 1936–1938, mit einem Vorwort von Elizabeth Hardwick, Harcourt, New York, 1992.

## Auszeichnungen (Auswahl)
- 1947: Guggenheim Fellowship
- 1967: George Jean Nathan Award for Outstanding Drama Criticism
- 1980: Nominierung für den National Book Critics Circle Award
- 1993: Gold Medal (Belles Lettres and Criticism) der American Academy of Arts and Letters[6]
- 1995: Ivan Sandrof Life Achievement Award[7]
- 2000: Clifton Fadiman Medal for Excellence in Fiction

## Belege
1. ↑  Michelle Dean: The Company She Kept. Elizabeth Hardwick’s argumentative life among the New York Intellectuals. In: The New Republic. 8. Dezember 2017, abgerufen am 8. November 2021 (englisch).
2. ↑  Mark Krupnick: Elizabeth Hardwick. US writer and wife of poet Robert Lowell, she co-founded the New York Review of Books. In: The Guardian, US News. 6. Dezember 2007, abgerufen am 8. November 2021 (englisch).
3. ↑  Elizabeth Hardwick, The Decline of Book Reviewing, Harper’s Magazine (1959), nachzulesen in: The Collected Essays of Elizabeth Hardwick, hg. Darryl Pinckney, New York Review Books, New York, 2017 S. 59–68.
4. ↑  New York Times Obituary vom 4. Dezember 2007: „Elizabeth Hardwick, Writer, Dies at 91“
5. ↑  Jörg Auberg: Aus dem Dunkel der Großstadt. Elizabeth Hardwicks Essays und Kritiken liegen in einer Edition ihres Schülers Darryl Pinckney vor. In: Moleskin Blues. 2018, abgerufen am 8. November 2021.
6. ↑  Awards. American Academy of Arts and Letters, abgerufen am 8. November 2021 (englisch).
7. ↑  Past Winners. In: The Ivan Sandrof Life Achievement Award. The National Book Critics Circle, abgerufen am 8. November 2021 (englisch).

| Personendaten    | Personendaten                                             |
| ---------------- | --------------------------------------------------------- |
| NAME             | Hardwick, Elizabeth                                       |
| KURZBESCHREIBUNG | US-amerikanische Literaturkritikerin und Schriftstellerin |
| GEBURTSDATUM     | 27. Juli 1916                                             |
| GEBURTSORT       | Lexington (Kentucky)                                      |
| STERBEDATUM      | 2. Dezember 2007                                          |
| STERBEORT        | New York City                                             |